# Валяєв Микола Дмитрович
Мико́ла Дми́трович Валя́єв (рос. Николай Дмитриевич Валяев; 14 грудня 1919 — 23 червня 1997) — радянський офіцер, учасник німецько-радянської війни у ході якої відзначився у битві за Дніпро. Герой Радянського Союзу (1943).

## Біографія
Народився 14 грудня 1919 року в селі Большій Кузьминці (нині Липецького району Липецької) області в родині робітника. Росіянин. У 1936 році закінчив сім класів середньої школи, потім школу фабрично-заводського учнівства у Липецьку, отримавши спеціальність слюсаря, потім автошколу і працював шофером у місті Грязях.
У лютому 1940 року призваний до лав Червоної Армії У боях німецько-радянської війни з вересня 1941 року. У 1942 році закінчив полкову школу. Воював на Воронезькому фронті. Пройшов шлях від червоноармійця до лейтенанта, командира взводу розвідки 842-го стрілецького полку.
В ніч на 28 вересня 1943 року молодший лейтенант М. Д. Валяєв зі своїми бійцями переправився на правий берег Дніпра в районі села Лютежа Вишгородського району Київської області, захопив і утримував плацдарм до прибуття підкріплення.

30 вересня 1943 року молодший лейтенант М. Д. Валяєв особисто розвідав вогневі точки противника. 6 жовтня 1943 року взвод під його командуванням успішно відбив кілька ворожих контратак, знищивши багато живої сили і техніки противника.
Указом Президії Верховної Ради СРСР від 13 листопада 1943 року за мужність і героїзм, проявлені при форсуванні Дніпра і утриманні плацдарму молодшому лейтенанту Миколі Дмитровичу Валяєву присвоєно звання Героя Радянського Союзу з врученням ордена Леніна і медалі «Золота Зірка» (№ 2245).
З 1946 року лейтенант М. Д. Валяєв — в запасі. Працював шофером, механіком у вантажному автопарку. Жив у Києві. Помер 23 червня 1997 року. Похований в Києві на Байковому кладовищі (ділянка № 52) разом з родиною.

## Нагороди
Нагороджений орденом Леніна, орденом Вітчизняної війни 1-го ступеня, орденом Червоної Зірки, медалями.